# Leopoldo Mountbatten
Leopoldo Mountbatten (Leopold Arthur Lewis Mountbatten, 21 de maio de 1889 — 23 de abril de 1922) foi um membro da família real britânica e um neto da rainha Vitória. Ele era conhecido como "Príncipe Leopoldo de Battenberg" de seu nascimento até 1917, quando o uso de títulos germânicos foi abandonado no Reino Unido durante a Primeira Guerra Mundial, na qual ele lutou.
Nascido no Castelo de Windsor, em Berkshire, Lorde Leopoldo Mountbatten era o segundo filho do Henrique de Battenberg, filho do príncipe Alexandre de Hesse e Reno e de Julia de Hauke, e da princesa Beatriz do Reino Unido, a quinta filha da rainha Vitória e de príncipe Alberto. Ele era hemofílico, doença que tinha herdado de sua mãe.
Fruto de um casamento morganático, o príncipe Henrique de Battenberg tomou o estilo de Príncipe de Battenberg de sua mãe, Julia von Hauke, que tinha sido titulada Princesa de Batteberg em seu próprio direito. Como tal, Leopoldo foi estilizado, ao nascer, como "Sua Alteza Sereníssima, o Príncipe Leopoldo de Battenberg". No Reino Unido, entretanto, foi estilizado "Sua Alteza, o Príncipe Leopoldo de Battenberg", graças à uma carta-patente emitida por Sua Majestade a Rainha em 1886.
Em julho de 1917, o sentimento anti-germânico durante a Primeira Guerra Mundial fez o rei Jorge V mudar o nome da Casa Real de Casa de Saxe-Coburgo-Gota para Casa de Windsor. Foi também proibido o uso de todos os títulos e estilos germânicos. Assim, Leopoldo tornou-se "Sir Leopoldo Mountbatten". Em setembro daquele ano, entretanto, tornou-se "Lorde Leopoldo Mountbatten", enquanto que seu irmão mais velho, Alexander Mountbatten, tinha se tornado um Marquês.   
Leopoldo Mountbatten morreu em 23 de abril de 1922, durante uma operação de joelho, aos trinta e dois anos. Está sepultado no Cemitério Real de Frogmore no Reino Unido.

## Títulos e estilos
- 21 de maio de 1889 - 14 de julho 1917: Sua Alteza, o Príncipe Leopoldo de Battenberg
  - Na Alemanha: Sua Alteza Sereníssima, o Príncipe Leopoldo de Battenberg
- 14 de julho de 1917 - Setembro 1917: Sir Leopoldo Mountbatten
- Setembro de 1917 - 23 de abril de 1922: Lorde Leopoldo Mountbatten